# Hipparcos
Hipparcos (acronimo di High Precision Parallax Collecting Satellite, traducibile come "satellite per ottenere parallassi ad alta precisione"), detto anche Hipparcos Space Astrometry Mission ("missione di astrometria spaziale Hipparcos"), la prima missione spaziale dedicata all'astrometria, accettata nel programma scientifico dell'ESA nel 1980.
Il progetto è stato chiamato in questo modo in onore di Ipparco di Nicea, noto astronomo dell'antica Grecia, vissuto tra il 190 a.C. ed il 120 a.C. che diede un notevole apporto alla comprensione della precessione degli equinozi.

## Scopo del progetto
Il satellite è stato ideato e costruito, sotto la supervisione dell'ESA, da un consorzio industriale costituito dalla Matra Marconi Space (Francia) e dall'Alenia Spazio (Italia).
Il progetto era dedicato alla misura delle parallassi stellari, cosa che permette di ricavare la distanza di una stella, e del moto proprio delle stelle. Il satellite è stato utilizzato per misurare la distanza di 2 milioni e mezzo di stelle, situate fino a 150 parsec (circa 400 anni luce) di distanza, raccolte nel Catalogo Tycho.

## Storia
Il progetto iniziale del satellite fu proposto nel 1980, e fu presto approvato vista l'importanza del fornire misure di base su cui poi le teorie astrofisiche potessero basarsi. Il satellite fu lanciato da un razzo Ariane 4 l'8 agosto 1989, dalla base spaziale di Kourou, nella Guyana francese.
L'obiettivo originale era di piazzarlo in un'orbita geostazionaria, ma un guasto al razzo (si dimenticarono di levare lo spinotto di sicurezza nell'innesco del motore di apogeo) risultò in un'orbita altamente ellittica. Nonostante questa difficoltà, quasi tutti gli obiettivi della missione furono realizzati. Il satellite è stato spento il 17 agosto 1993.
Il programma di lavoro era diviso in due parti: l'esperimento Hipparcos, il cui obiettivo era di misurare i parametri astrometrici di circa 120.000 stelle con una precisione da 2 a 4 milli-arcosecondi, e l'esperimento Tycho, la misura delle proprietà astrometriche e di fotometria in due colori di 400.000 stelle ad una precisione leggermente inferiore.

## Risultati

### Catalogo Hipparcos
Le osservazioni del satellite dovevano concentrarsi su una lista predefinita di stelle chiamata Hipparcos Input Catalogue (HIC). Tutte le stelle incluse poi nel Catalogo Hipparcos finale facevano già parte della lista iniziale.
Il catalogo HIC iniziale è stato compilato dal consorzio INCA tra il 1982 e il 1989, pubblicato sia in forma digitale che a stampa nel 1992.
Il Catalogo Hipparcos finale comprendeva 118.218 stelle con risoluzione di 1 milliarcosecondi. Il numero di stelle doppie risolte o individuate come tali è di 23.882. Le osservazioni fotometriche furono in media 110 per stella, con una precisione fotometrica media di 0,0015 magnitudini; 11.597 osservazioni erano riferite a stelle individuate come variabili.

### Catalogo Tycho
La mappatura stellare fu condotta dal Tycho Data Analysis Consortium (TDAC) che produsse il Catalogo Tycho, che comprendeva più di un milione di stelle con risoluzione di 20-30 milliarcsec e fotometria a 2 colori nelle bande B e V.
Una successiva analisi più estesa dei dati di mappatura permise di estrarre un numero addizionale di stelle deboli. Combinando queste osservazioni con le lastre fotografiche prodotte in diversi decenni per redigere la Carte du Ciel, fu possibile ottenere il Catalogo Tycho-2 comprendente 2,5 milioni di stelle e pubblicato nel 2000.
I due cataloghi finali Hipparcos e Tycho furono completati nell'agosto del 1996, e pubblicati dall'ESA nel giugno del 1997.

### Millennium Star Atlas
I dati dei due cataloghi sono stati utilizzati per realizzare il Millennium Star Atlas (Atlante Stellare del Millennio): un atlante di tutto il cielo, comprendente un milione di stelle fino alla magnitudine 11 dai dati Hipparcos, più circa 10.000 oggetti non stellari.
Sebbene poco appariscente, il lavoro di Hipparcos è di importanza fondamentale: senza misure accurate di posizione e soprattutto di distanza non si può fare astrofisica. La parallasse stellare è l'unico metodo diretto per misurare le distanze delle stelle: tutti gli altri, come le candele standard, sono metodi indiretti e incerti che si basano sulla parallasse per essere calibrati correttamente.

### Aggiornamenti
Tra il 1997 e il 2007, continuò l'affinamento della calibrazione degli strumenti. Furono analizzati alcuni effetti nei dati che non erano stati precedentemente considerati, come le discontinuità nelle fasi di scansione, le oscillazioni dovute a effetti di micrometeoroidi e le inesattezze nel tracciamento delle stelle collegate a leggere variazioni di temperatura. Floor van Leeuwen, dell'osservatorio di Cambridge, ha compiuto un lavoro decennale di ricalcolo delle posizioni stellari. Il risultato della nuova riduzione di dati ha prodotto il catalogo  "Hipparcos-2 Catalogue", pubblicato nel 2007.
La nuova versione ha migliorato l'accuratezza delle misure astronomiche per le stelle con magnitudine superiore a 9, raggiungendo un fattore di circa 3 volte per le stelle più luminose (magnitudine <4,5). I valori pubblicati nel catalogo iniziale, rimangono validi entro i limiti riportati.
Tutti i cataloghi sono consultabili online al Centre de Données astronomiques de Strasbourg.